# Alaska
För andra betydelser, se Alaska (olika betydelser).
Alaska är en icke-kontinental amerikansk delstat och den största till ytan i USA. Den är en amerikansk exklav, belägen i den nordvästra änden av den nordamerikanska kontinenten med Kanada i öster, Norra ishavet i norr, Stilla havet till väster och söder samt med Ryssland längre västerut över Berings sund. Delstaten har en folkmängd på 733 583 och är den minst tätbefolkade delstaten i USA.
Urinvånare har bott i Alaska i tusentals år, och Alaska är en del av den landbrygga som förhistoriska människor använde för att ta sig till Nordamerika. Det Ryska imperiet var den första moderna statsmakten som kom att kontrollera det territorium som idag är Alaska. Den amerikanska senaten godkände köpet av Alaska från det imperiet den 30 mars 1867 för 7,2 miljoner dollar (motsvarande $151 miljoner 2022). Alaska genomgick flera administrativa förändringar innan det blev ett organiserat territorium den 11 maj 1912 och den 49:e delstaten i USA den 3 januari 1959.
De 48 delstater som ligger söder om Alaska kallas för The Lower 48 (nedre 48). Alaskas huvudstad är Juneau, men den största staden är Anchorage, där runt hälften av delstatens befolkning bor. Den före detta huvudstaden Sitka är på grund av dess unika geografiska läge den största staden i USA till ytan. Alaska har flera stora naturtillgångar, bland annat petroleum, guld och koppar. Detta har gjort det möjligt för Alaska, som trots en av de minsta ekonomierna bland staterna, har en av de högsta inkomsterna per person. Även amerikanska armén och turism utgör betydande delar av Alaskas ekonomi. Mer än hälften av statens mark ägs av den federala statsmakten i formen av skogar, nationalparker och djurreservat. Alaska är bland de mest sekulära av delstaterna, bland de första att legalisera brukandet av cannabis, och statens politiska ställningstagande kännetecknas av en libertariansk hållning. Vintertid har det uppmätts köldrekord under minus 60 °C i Alaska, men allmänhet är det mildare och särskilt om somrarna när det lokalt kan bli 30 °C om dagarna. Klimatet är tempererat i söder och arktiskt i norr.

## Namn
Namnet Alaska kommer av aleutiska Alaxsxa (där ⟨x⟩ representerar en tonlös velar frikativa som ryska ⟨х⟩), vilket är namnet på halvön Alaska, alltså fastlandet. Enligt Jay Ellis Ransom kan ordet tolkas som ”det mot vilket havet agerar”. Enligt honom kommer ordet av substantivet alaĝu- ’hav’ + objektssuffixet -sxa-, alltså något som fungerar ett objekt för havets handling, det vill säga fastlandet.
Alaxsxa anpassades till ryska Аляска (Aljaska) när Alaska koloniserades av Ryssland under 1700-talet. Den ryska formen Aljaska existerar på svenska parallellt med formen Alaska, men är betydligt ovanligare.

## Historia
Alaska befolkades först av människor som kom över landbron Berings sund. Alaska befolkades så småningom av en mängd olika folkgrupper: inupiaqerna, inuiterna, eskimåerna och aleuterna och en stor grupp olika indianer. De olika folkslagen levde i allmänhet på jakt och fiske men de var också duktiga på handarbete som att bygga bågar och iglooer. Många, om inte alla, av de folkgrupper som fanns innan Christofer Columbus nådde Amerika tog denna väg över Berings sund, och fortsatte genom Alaska längre söderut genom de nordamerikanska och sydamerikanska kontinenterna. De första nedskrivna berättelserna tyder på att de första européer som nådde Alaska kom från Ryssland. Vitus Bering seglade österut och såg Mount Saint Elias. Folk från rysk-amerikanska kompaniet jagade utter för deras päls. Kolonin Ryska Amerika som skapades blev aldrig särskilt lönsam, mest på grund av höga transportkostnader. Två svensktalande finländare, Arvid Adolf Etholén och Hampus Furuhjelm, avlöste varandra som guvernörer över hela det ryska Nordamerika, dvs det som idag är Alaska.
Efter påtryckningar godkände den amerikanska utrikesministern William Seward USA:s senats köp av Alaska från Ryssland för 7 200 000 dollar (i dagens penningvärde [2020] ungefär 126 miljoner dollar) den 9 april 1867 och USA tog över kontrollen den 18 oktober samma år (detta datum firas numera i Alaska som allmän helgdag). Den första amerikanska administratören av Alaska var polsk-födde Włodzimierz Krzyżanowski. Inköpet av det nya området var inte populärt i resten av USA, där Alaska blev känt som "Seward's Folly" (Sewards galenskap) eller "Seward's Icebox" (Sewards islåda), efter mannen som organiserade affären. Alaska firar varje år inköpet av området som Sewards dag, den sista måndagen i mars. Efter inköpet och fram till 1884 var området känt som Alaska-departementet och mellan 1884 och 1912 som Alaska-distriktet.
Den 7 juli 1958 undertecknade president Dwight Eisenhower den så kallade Alaska Statehood Act och detta ledde till att Alaska den 3 januari 1959 blev den 49:e delstaten i USA.

## Klimat
Alaskas klimat tillhör nedanstående klimatzoner enligt Köppens system. Kartan visar klimatzonernas geografiska avgränsning.
- ET: Tundraklimat
- Dfc, Dwc, Dsc: Subarktiskt klimat
- Dfb: Hemiborealt klimat
- Cfb: Kustklimat
- Csb: Medelhavsklimat

Alaskas klimat enligt Köppens klimatklassifikation.

Generellt är vintrarna kalla medan somrarna är svala eller milda, men variationerna kan vara stora. På vintrarna kan det bli under -30 °C i de inre och nordliga delarna, men vid kusterna lindras kylan och där blir det sällan kallare än några minusgrader. Om somrarna är det i genomsnitt omkring 20 °C om dagarna på många håll, och lokalt kan det bli 30 °C. Längs kusterna och på högt belägna platser når temperaturerna dock sällan 20 °C. Under vårarna och höstarna är det vanligt med skiftande temperaturer och stora temperaturskillnader mellan dagar och nätter.
Årsnederbörden varierar mycket mellan områden. De sydligaste delarna får i allmänhet de största mängderna, medan de inre och norra delarna i allmänhet får små mängder. Den allra nordligaste delen har mycket torrt med en genomsnittlig årsnederbörd omkring 15 millimeter. Lokalt i sydost är däremot den genomsnittliga årsnederbörden över 700 millimeter. Snön börjar i allmänhet falla i oktober.

## Geografi

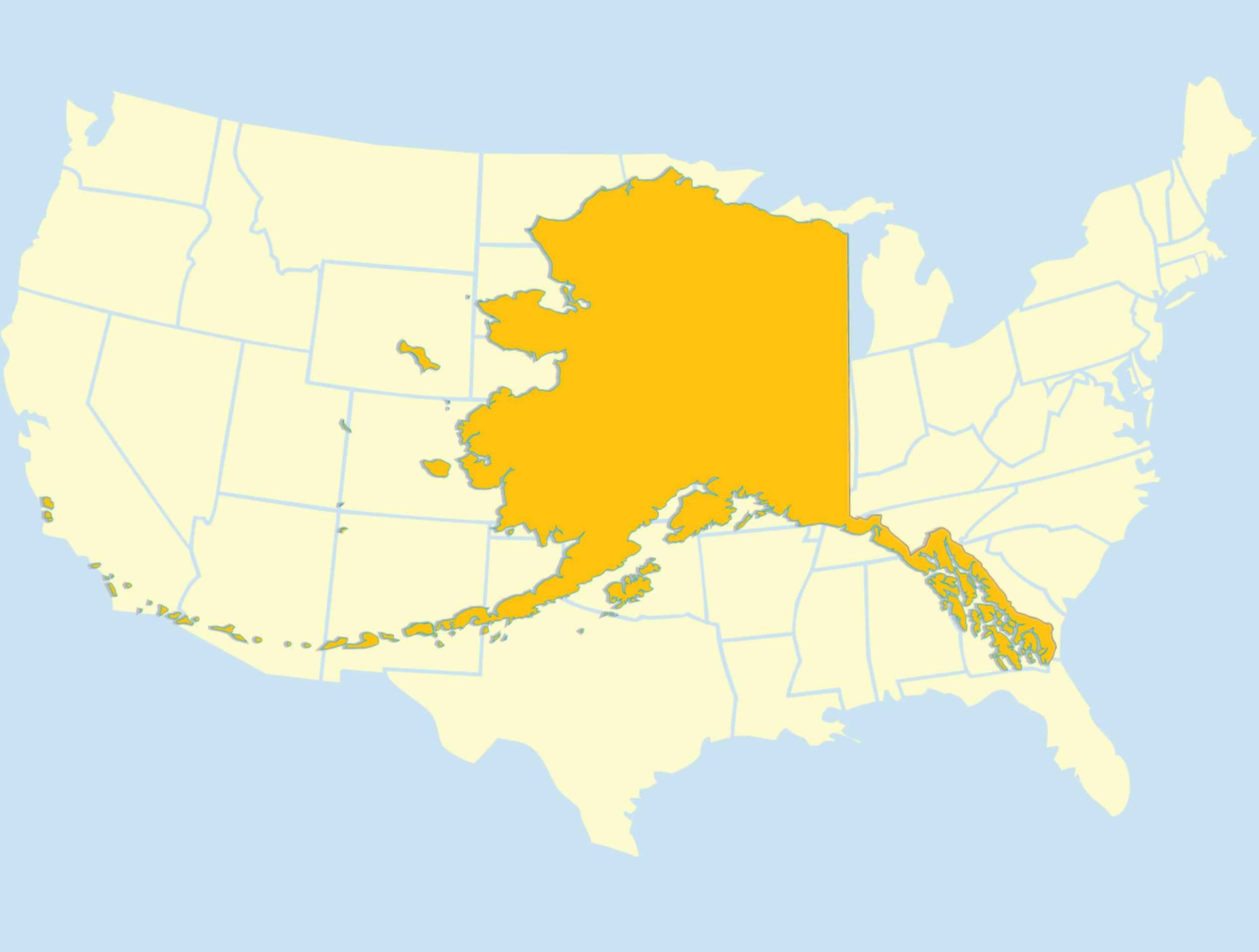
Alaska utlagt över Kontinentala USA.

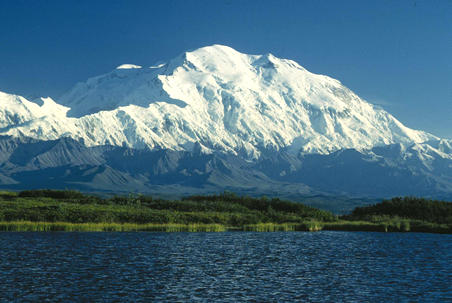
Denali är den högsta toppen i Nordamerika.

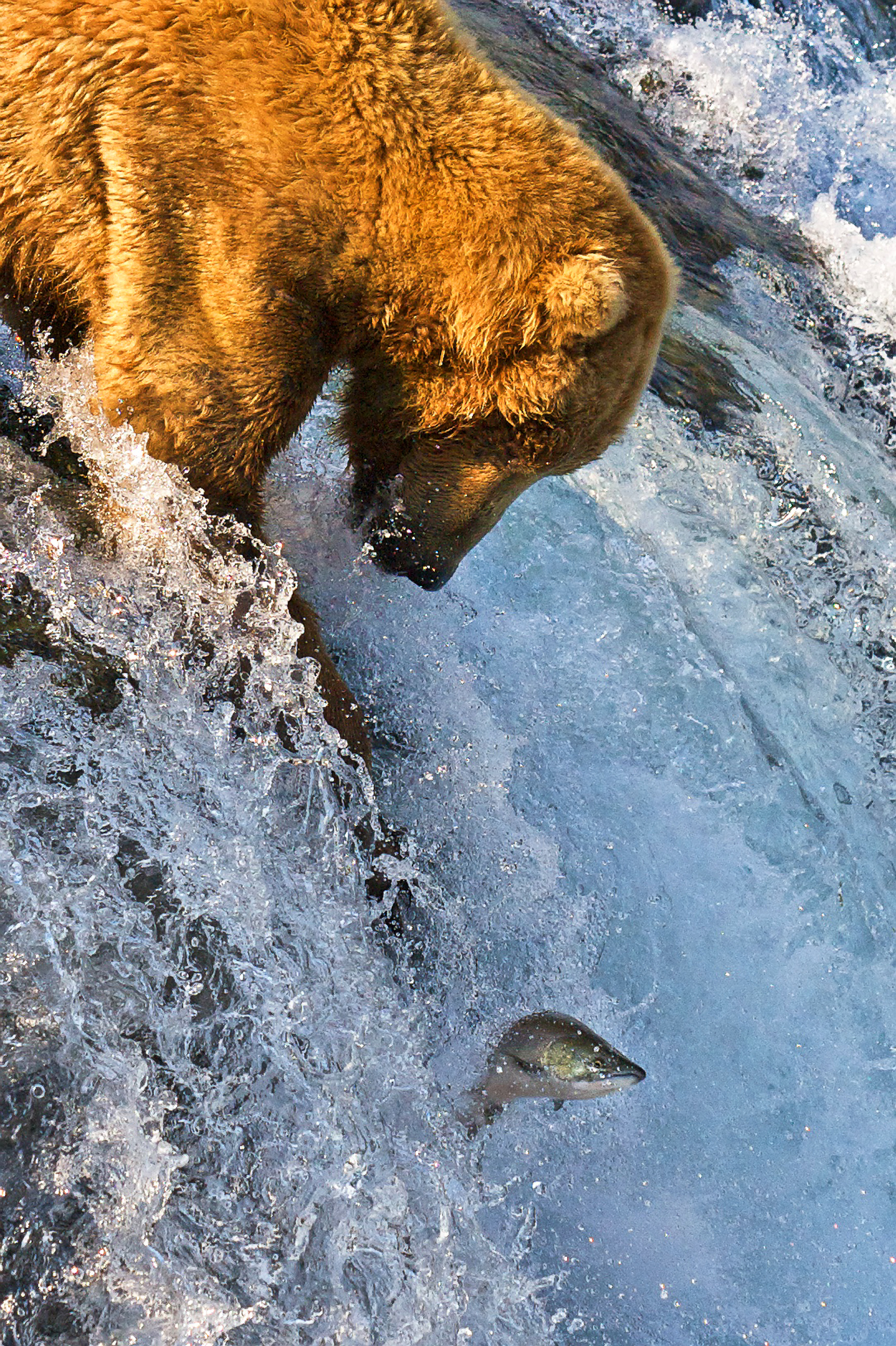
Grizzlybjörn som fiskar lax i Brooks Falls, en del av Katmai nationalpark

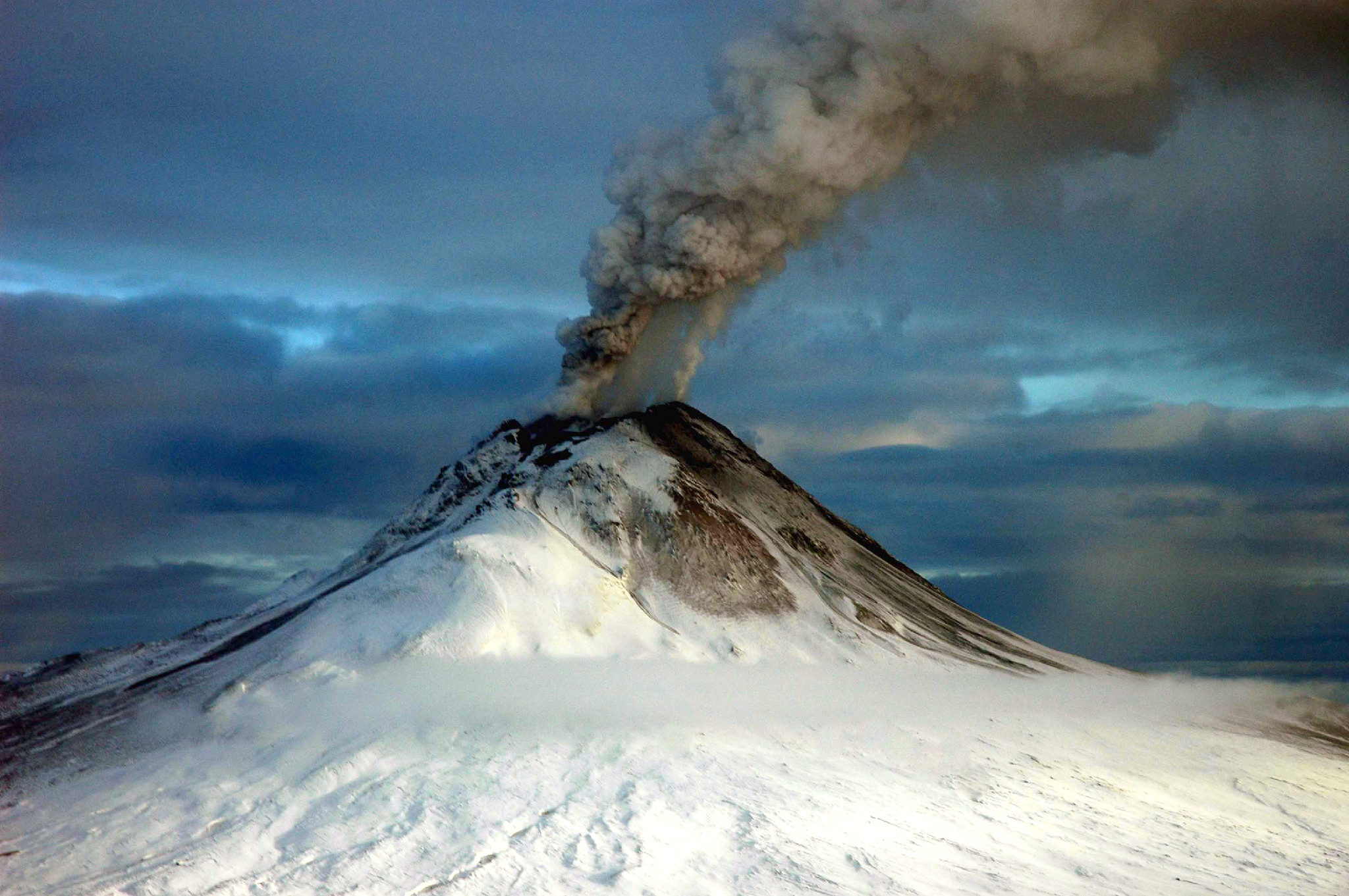
Augustine Volcano fick ett utbrott 12 januari 2006

Alaska är en av två delstater i USA som inte gränsar till någon annan amerikansk delstat. Hawaii är den andra. Omkring 800 kilometer kanadensiskt territorium skiljer Alaska från delstaten Washington, och Alaska är därför en exklav. Det är också den enda delstat där majoriteten av dess egna invånare måste passera genom ett annat land för att komma till dess huvudstad. Enda bilvägen till huvudstaden Juneau kräver en bilfärjetur till Kanada, som dessutom bara går 1-2 gånger om dagen. Avstånden är långa, och bilresan Juneau-Anchorage är 1500 km förutom färjan.
Alaska har en yta på 1 477 261 kvadratkilometer, och är därmed USA:s till ytan största delstat. Den har också den längsta kustlinjen av alla delstater. Alaska har de västligaste platserna på Nordamerikas fastland (Kap Prince of Wales) och världsdelen (Kap Wrangel).
Delstaten brukar ofta delas upp i följande regioner:
- South Central Alaska är delstatens södra kustregion och hyser majoriteten av dess befolkning. Framförallt Anchorage, delstatens största stad, ligger här, men även de små men växande städerna Palmer och Wasilla. Regionens ekonomi bygger mycket på petroleum, transport, turism och dess två militärbaser.
- Sydöstra Alaska ligger i sydöst och där ligger huvudstaden Juneau, många mindre städer, tidvattensglaciärer och stora skogar. Turism, fiske och skogsbruk är regionens främsta näringar.
- I Alaska Interior, inre Alaska, ligger Fairbanks. Genom regionen rinner många stora floder, såsom Yukonfloden och Kuskokwimfloden, och den hyser även stora mängder tundra.
- Alaskan Bush är statens mest avlägsna del, och består av 380 urbefolkningsbyar och småstäder såsom Nome, Bethel, Kotzebue och Utqiaġvik, som också är USA:s nordligaste stad.

Med sina många öar har Alaska en nästan 54 700 kilometer lång kustlinje. Ökedjan som leder västerut från Alaskahalvöns södra udde heter Aleuterna. Detta område hyser många aktiva vulkaner, exempelvis Mount Shiskaldin som är stiger 3 042 meter över havet. Vulkankedjan sträcker sig till Mount Spurr, som ligger väster om Anchorage på fastlandet. Nordamerikas största tidvattenskillnader uppnås precis söder om Anchorage, och ofta är skillnaderna mellan ebb och flod där mer än 10,7 meter.
Alaska hyser 3,5 miljoner sjöar över 8 hektar (cirka 280 000 km²). Myrar och våtmark täcker 487 747 km² främst i norra, västra och sydvästra Alaska. Glaciärer täcker 41 440 km² av staten. Beringglaciären nära sydvästra gränsen mot Yukon i Kanada täcker bara den 5 827 km². Alaska är USA:s såväl västligaste som nordligaste delstat. Dessutom korsar Aleuterna den 180:e längdgraden, vilket även gör Alaska till USA:s östligaste stat, fastän själva datumlinjen svänger runt öarna för att inte splittra dygnet i Alaska. Enligt en rapport från oktober 1998 ägs ungefär 65 % av Alaska av den amerikanska staten; marken hålls som nationalparker och liknande reservat.

### Administrativ indelning
De mer tätbefolkade områdena i Alaska är indelade i 19 boroughs, som fungerar ungefär som counties i övriga USA. Utöver dessa finns en oorganiserad borough, som täcker resten av delstatens yta. Denna är indelad i tio folkräkningsområden.
Borough:
- Aleutians East Borough
- Anchorage
- Bristol Bay Borough
- Denali Borough
- Fairbanks North Star Borough
- Haines
- Juneau
- Kenai Peninsula Borough
- Ketchikan Gateway Borough
- Kodiak Island Borough
- Lake and Peninsula Borough
- Matanuska-Susitna Borough
- North Slope Borough
- Northwest Arctic Borough
- Petersburg Borough
- Sitka
- Skagway
- Wrangell
- Yakutat

Folkräkningsområden inom den oorganiserade boroughen:
- Aleutians West Census Area
- Bethel Census Area
- Dillingham Census Area
- Hoonah-Angoon Census Area
- Kusilvak Census Area
- Nome Census Area
- Prince of Wales-Hyder Census Area
- Southeast Fairbanks Census Area
- Valdez-Cordova Census Area
- Yukon-Koyukuk Census Area

### Nationalparker
- Arctic National Wildlife Refuge
- Denali nationalpark
- Gates of the Arctic nationalpark
- Glacier Bay nationalpark
- Katmai nationalpark
- Kenai Fjords nationalpark
- Kobuk Valley nationalpark
- Lake Clark nationalpark
- Wrangell St. Elias nationalpark

## Ekonomi
1898 startade guldruschen, som på kort tid medförde en tillströmning av cirka 30 000 nya invånare. Sedan dess har staten bidragit till den amerikanska ekonomin med produkter för åtskilliga miljarder dollar. 1968 upptäcktes en enorm fyndighet av petroleum och naturgas vid Prudhoe Bay vid den arktiska kusten. För att på ett effektivt sätt kunna tillvarata fyndigheten byggdes till en kostnad av 8 miljarder dollar den cirka 1 300 km långa ”Trans Alaska pipeline” tvärs över Alaska till hamnstaden Valdez.
Andra viktiga industrier i staten är fiskhantering, skog och skogsprodukter samt skinn och turism. Alaska har också, sedan 1970-talet, en form av basinkomst. Alla medborgare får med andra ord en summa pengar varje år, och utbetalningen sker enligt principen "lika till alla". Pengarna kommer från delstatens utvinning av olja och gas.

## Demografi
2004 hade Alaska 655 436 invånare. Av dessa var 69,3 % av europeiskt ursprung, 15,6 % urfolk, cirka 50 000 inuiter och aleuter, 4,0 % av asiatiskt ursprung, 3,5 % av afrikanskt ursprung och 0,5 % från Hawaii eller andra öar i Stilla havet.

### Städer
De fem största städerna i Alaska (2022).
- Anchorage - 290 674
- Fairbanks - 32 496
- Juneau - 32 108 (huvudstad)
- Badger - 19 182
- Knik-Fairview - 18 619

Engelskan har varit delstatens officiella språk sedan 1998. År 2014 fattades det ett beslut att definiera 20 lokala språk som Alaskas officiella språk.. Dessa 20 språk är:
- Iñupiaq
- Sibiriskjupik
- Centraljupik
- Alutiiq
- Aleutiska
- Dena'ina
- Deg xinag
- Holikachuk
- Koyukon
- Kolchan
- Gwichʼin
- Tanana
- Övretanana
- Tanacross
- Hän
- Ahtna
- Eyak
- Tlingit
- Haida
- Kusttsimshianska

### Källförteckning
- Ransom, Jay Ellis (1940). ”Derivation of the Word 'Alaska'”. American Anthropologist (42):  sid. 550–551. doi:https://doi.org/10.1525/aa.1940.42.3.02a00340. ISSN 0002-7294. https://anthrosource.onlinelibrary.wiley.com/doi/epdf/10.1525/aa.1940.42.3.02a00340.
- Bergsland, Knut (1994). Aleut dictionary: Unangam tunudgusii : an unabridged lexicon of the Aleutian, Pribilof, and Commander Islands Aleut language. Fairbanks, Alaska: Alaska Native Language Center, University of Alaska Fairbanks. Libris 6309823. ISBN 1-55500-047-9
- Bergsland, Knut (1997). Aleut Grammar: Unangam Tunuganann Achixaasix̂. Fairbanks, Alaska: Alaska Native Language Center, University of Alaska Fairbanks